# Peter Duyck
Peter Résy Luc Duyck (Gent, 20 maart 1978) is een Belgisch racketlon-speler.

## Levensloop
Duyck is dertienvoudig Belgisch kampioen, waarvan de laatste landstitel dateert van 2022. Ook speelde hij viermaal de finale van een internationaal tournooi, tweemaal tijdens de Dutch Open (2006 en 2007) en telkens eenmaal op King of Rackets (2007) en de Tsjechische Open (2007).
In 2013 behaalde hij met de Engelse Dawn Foxhall brons in het 'gemengd dubbel' op het wereldkampioenschap in het Nederlandse Alphen aan den Rijn, een prestatie die hij in 2019 met Lieselot De Bleeckere herhaalde op het WK in het Belgische Oudenaarde.
Duyck studeerde lichamelijke opvoeding aan de Universiteit Gent. Van beroep is hij personal trainer en heeft hij een zaak te Merelbeke. Hieraan voorafgaand was hij onder meer leerkracht LO en praktijkassistent aan het Hoger Instituut voor Lichamelijke Opvoeding (HILO).